# Peromyscus melanotis
Peromyscus melanotis és una espècie de mamífer rosegador de la família dels cricètids. Viu a Mèxic i les muntanyes del sud-est d'Arizona (Estats Units). Es tracta d'un animal nocturn i omnívor. El seu hàbitat natural són les zones rocoses situades dins de boscos mèsics de coníferes i arbres caducifolis. És una espècie en risc mínim, és a dir, no sembla que hi hagi cap amenaça significativa per a la seva supervivència. El seu nom específic, melanotis, significa ‘orella negra’ en llatí.